# ابن طارق
بلدية ابن طارق أو (نقحرة: بينتارايك) (بالإسبانية: Bentarique)‏, هي بلدية تقع في مقاطعة المرية. جنوب شرق إسبانيا. يبلغ عدد سكانها 275 نسمة.

## وصلات خارجية
- (بالإسبانية)